# Mi-1
Mi-1 (ros. Ми-1, oznaczenie NATO „Hare”) – radziecki lekki śmigłowiec wielozadaniowy z lat 50. XX wieku, produkowany także na licencji w Polsce pod oznaczeniem SM-1.
Opracowany na przełomie lat 40. i 50. XX wieku śmigłowiec Mi-1 był pierwszym seryjnie produkowanym śmigłowcem w ZSRR. Powstał w biurze konstrukcyjnym kierowanym przez Michaiła Mila. W latach 1950–1961 produkowany był w ZSRR, a w latach 1956–1965 na licencji w Polsce jako SM-1. Powstało wiele modyfikacji (m.in. Mi-1T, Mi-1A, Mi-1M), a także wariantów specjalistycznych. Śmigłowiec był uznawany za udany, wobec czego pod koniec lat 50. XX wieku polscy inżynierowie z WSK Świdnik opracowali powiększoną wersję, oznaczoną jako SM-2. Mi-1 i SM-1 w latach 60. zaczęły być wypierane przez śmigłowce z silnikami turbinowymi; ostatnie egzemplarze wycofano w latach 80. XX wieku.

## Historia
W ZSRR w roku 1947 powołano specjalne biuro konstrukcyjno-doświadczalne (OKB) do badań nad śmigłowcami. Dyrektorem tej placówki został dr inż. Michaił Mil. Wkrótce po powstaniu biura rozpoczęto pracę nad pierwszą konstrukcją śmigłowca oznaczonego jako GM-1 (ГМ-1, Геликоптер Миля-1, Gielikoptier Mila). Miała to być lekka, wielozadaniowa maszyna z jednym wirnikiem głównym.
Pierwszy prototyp zbudowano we wrześniu 1948 roku. Oblot maszyny nastąpił 30 września 1948 roku, a za sterami zasiadł pilot M. K. Bajkałow. Następnie rozpoczęto intensywne próby fabryczne, podczas których zniszczono dwa prototypy. Jeden stracono 24 listopada 1948 roku podczas lotu na pułap dynamiczny na wysokości 5200 m. Przyczyną tego było zamarznięcie smaru w mechanizmach układu sterowania, pilot Bajkałow, uratował się, skacząc ze spadochronem. Drugi prototyp został rozbity podczas lotu nad lotniskiem 7 marca 1949 roku. W pewnym momencie śmigłowiec niespodziewanie przeszedł w gwałtowny obrót i spadł na ziemię, zabijając pilota Bajkałowa. Przyczyną katastrofy było nieprawidłowe wykonanie wału śmigła ogonowego. Próby zakładowe zakończono w roku 1949, a po nich śmigłowiec skierowano do testów państwowych. Próby wypadły pomyślnie, wobec czego w 15 lutego 1950 roku, Rada Ministrów ZSRR zatwierdziła śmigłowiec do produkcji seryjnej, jednocześnie nadając mu oznaczenie Mi-1.
W tym samym czasie w biurze konstrukcyjnym Jakowlewa prowadzono prace nad konkurencyjnym śmigłowcem oznaczonym Jak-100. Maszynę tę oblatano w roku 1948, a następnie skierowano do testów zakładowych. Opóźnienia wynikłe z problemów technicznych spowodowały, że śmigłowiec Jak-100 skierowano do prób państwowych dopiero w połowie 1950 roku, a w tym czasie trwała już produkcja pierwszej serii śmigłowców Mi-1. Wobec tego władze radzieckie zrezygnowały z dalszych prac nad tą konstrukcją, dając priorytet konstrukcji Mila.
W Zakładach nr 3 w Moskwie wyprodukowano najpierw serię 15 sztuk. Seryjne Mi-1 w porównaniu do prototypów otrzymały m.in. poprawiony wirnik nośny i uproszczony układ sterowania. Śmigłowce z pierwszej serii zaprezentowano w roku 1951 na pokazie lotniczym w Tuszynie. Mimo to śmigłowce nie cieszyły się zaufaniem radzieckich wojskowych i działaczy polityczno-gospodarczych. Mil postanowił więc zademonstrować swoją maszynę Stalinowi. W wyniku tego pokazu oraz wykorzystania przez Amerykanów śmigłowców podczas wojny koreańskiej zwiększono produkcję Mi-1.
Wraz z rozpoczęciem produkcji seryjnej zainicjowano prace nad unowocześnieniem konstrukcji. Pierwszą modernizację wielkoseryjną oznaczono jako Mi-1T. Obejmowała ona zastosowanie nowego silnika, powiększenie drzwi do kabiny oraz wprowadzenie instalacji antyoblodzeniowej. Śmigłowce w tej wersji produkowano w latach 1954–1958 w Zakładzie nr 47 w Orenburgu. Ogółem wyprodukowano 597 maszyn w tym wariancie. Kolejną modernizacją był opracowany w roku 1957 śmigłowiec Mi-1A o zwiększonym resursie i przystosowany do montażu dodatkowych zbiorników paliwa. W tym samym roku powstała głęboka modernizacja Mi-1M z mocniejszym silnikiem, przekonstruowanym kadłubem i nowymi łopatami wirnika głównego. Śmigłowce Mi-1A i Mi-1M produkowano w latach 1957–1960 w Zakładach nr 168 w Rostowie w ilości 370 sztuk.
Ogółem w ZSRR w latach 1952–1961 wyprodukowano ponad 1000 śmigłowców Mi-1. Produkcja odbywała się w trzech fabrykach: Zakładzie nr 387 w Kazaniu, Zakładzie nr 47 w Orenburgu i Zakładzie nr 168 w Rostowie nad Donem.
Na śmigłowcu Mi-1 pobito wiele rekordów świata, zatwierdzonych przez Międzynarodową Federację Lotniczą.

## Produkcja licencyjna w Polsce

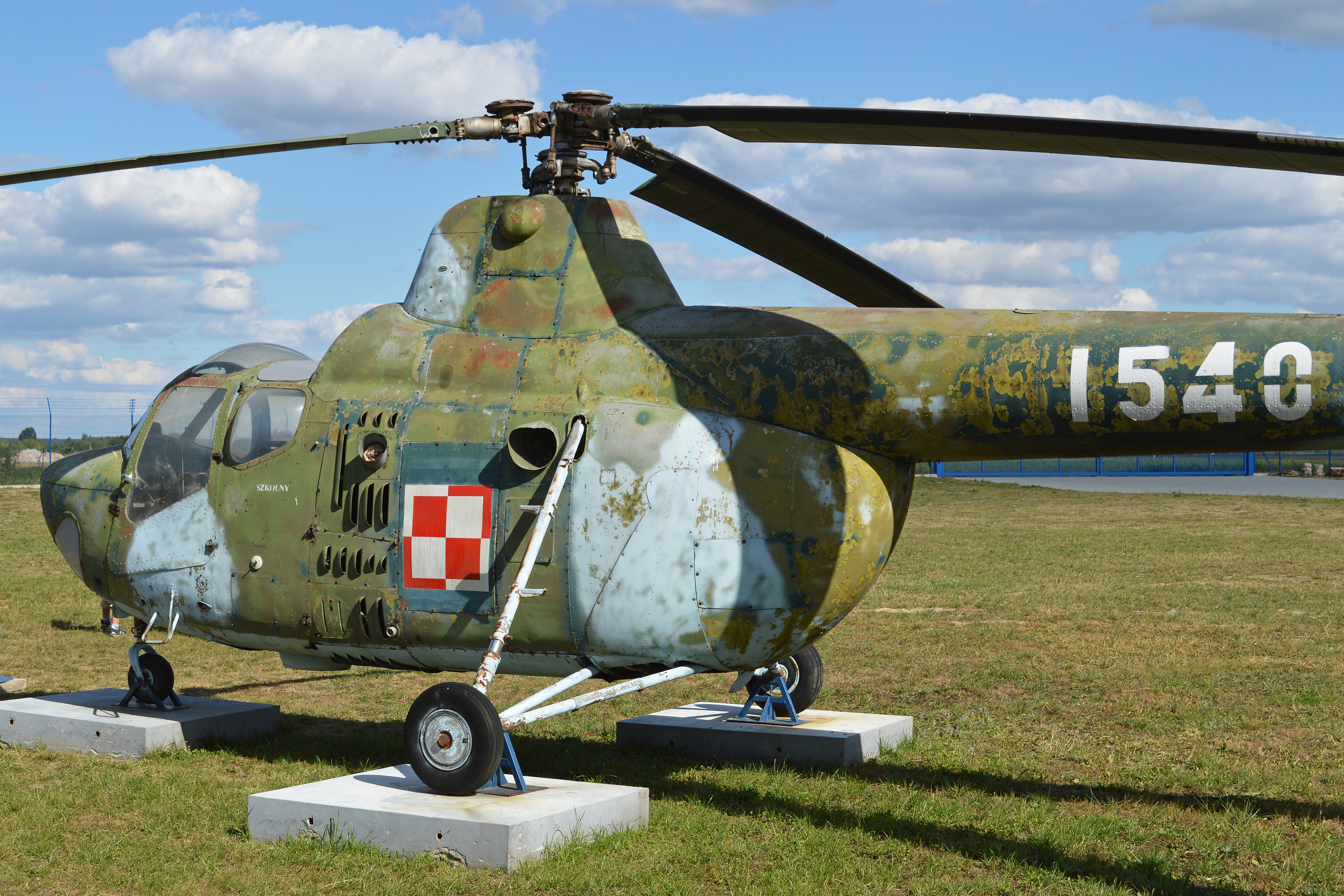
SM-1 prezentowany w Muzeum Sił Powietrznych w Dęblinie

W roku 1954 podjęto decyzję, że zakład WSK Świdnik, produkujący dotąd podzespoły lotnicze dla WSK Mielec, będzie producentem śmigłowców. Dokumentację śmigłowca Mi-1T otrzymano w roku 1955. W tym samym roku z pomocą biura konstrukcyjnego Mila wdrożono nową technologię oraz przeszkolono pracowników. Na przełomie 1955 i 1956 roku rozpoczęto montaż pierwszych śmigłowców Mi-1. Jednocześnie nadano im polskie oznaczenie SM-1. Początkowo maszyny montowano z części dostarczonych z ZSRR koleją. Oblot pierwszego śmigłowca zmontowanego w Świdniku nastąpił 23 marca 1956 roku, pilotem oblatywaczem był Wsiewołod Winnicki. Od roku 1957 śmigłowce produkowano już od podstaw w WSK Świdnik. Początkowo silniki AI-26W dostarczane były z ZSRR, ale pod koniec 1957 roku ich licencyjną produkcję rozpoczęto w WSK Rzeszów. Nadano im polskie oznaczenie Lit-3. Oblot pierwszego śmigłowca wyprodukowanego całkowicie w Świdniku nastąpił 22 marca 1957 roku, za sterami maszyny zasiadł kpt. Janusz Ochalik. Seryjne śmigłowce SM-1 po raz pierwszy zaprezentowano publicznie 8 września 1957 roku na lotnisku Babice/Bemowo, przy okazji centralnych obchodów Święta Lotnictwa.
W Świdniku na bazie Mi-1 opracowano kilka wariantów specjalistycznych (m.in. wersja dźwigowa, sanitarna, szkolna), a także skonstruowano ich zmodernizowane wersje (SM-1W, SM-1Wb i SM-2). Produkcja różnych wariantów SM-1 w Świdniku trwała w latach 1956–1965.
Śmigłowce SM-1 w dużej mierze wykorzystywano w ludowym Wojsku Polskim. Poza tym eksportowano je do ZSRR (90% wyprodukowanych śmigłowców), Czechosłowacji (53), NRD (25), Węgier (24), Indonezji (5), Finlandii (2) i Bułgarii.
W lotnictwie wojskowym NRD używano 25 śmigłowców, w tym 17 SM-1 i 8 Mi-1, w różnych wersjach, w latach 1957–1973.

## Opis konstrukcji
Śmigłowiec Mi-1/SM-1 jest lekką, jednosilnikową maszyną w układzie klasycznym z trójłopatowym wirnikiem nośnym i trójłopatowym śmigłem ogonowym. Konstrukcja jest całkowicie metalowa, śmigłowiec posiada trójkołowe, stałe podwozie.
Kadłub składa się z trzech podstawowych części: głównej z kabiną, belki ogonowej oraz belki końcowej. Kadłub w części głównej wykonany jest z kratownicy przestrzennej wykonanej ze spawanych rur stalowych, pokrytej blachą duralową. Podzielona ona jest na cztery części: kabinę, przedział silnikowy, przedział górny i przedział tylny. W kabinie jest miejsce dla pilota oraz trzech pasażerów. W celu zapewnienia dobrej widoczności zastosowano bogate oszklenie, z bocznymi, wypukłymi szybami. W tylnej części kadłuba umieszczony jest zbiornik paliwa o pojemności 240 l i odbiornik radiowysokościomierza. Belka ogonowa ma konstrukcję półskorupową. Na końcu zamocowano mały statecznik.
W części górnej umieszczono zespół napędowy składający się z jednego, gwiazdowego, siedmiocylindrowego, silnika tłokowego AI-26GR, chłodzonego powietrzem o mocy 550 KM. Moc silnika przekazywana jest na wirnik nośny i śmigło ogonowe za pomocą przekładni oraz wałów (głównego i tylnego). Zbiornik oleju ma pojemność 32 l, a do chłodzenia oleju zastosowano dwie chłodnice umieszczone po obu stronach kadłuba. Przedział napędowy odizolowany jest od kabiny pasażerskiej za pomocą przegrody przeciwpożarowej wykonanej z blach duralowych o grubości 0,6 mm. Aby zapewnić izolację dźwiękową i cieplną przegrodę oklejono materiałem izolacyjnym i tkaniną ognioodporną.
Podwozie stałe jest trójpodporowe, trójkołowe. W ich konstrukcji zastosowano amortyzatory olejowo-powietrzne. Podwozie przednie jest jednogoleniowe, samonastawne. Do belki ogonowej zamocowano płozę, która działa jak zderzak chroniąc śmigło ogonowe przed zetknięciem z ziemią.
Cieczową instalację przeciwoblodzeniową wprowadzono dopiero w śmigłowcu Mi-1T. Chroni ona wirnik główny, śmigło ogonowe oraz szybę przednią. Jako czynnik odladzający zastosowano spirytus rektyfikowany umieszczony w zbiorniku o pojemności 28 l. W przypadku łopat śmigieł środek wypływał na krawędzie natarcia przez małe otworki w stalowych okuciach. Natomiast w przypadku szyby przedniej wypływał on opadowo na szyby od zewnątrz. Śmigłowiec nie miał sygnalizatora oblodzenia i pilot włączał instalację kiedy zobaczył lód na przedniej szybie.
W przypadku śmigłowca SM-1 wyposażenie radiowo-nawigacyjne składa się z radiostacji pokładowej UKF, automatycznego radiokompasu ARK-5, busoli żyroindukcyjnej GIK-1 oraz radiowysokościomierza RW-2.

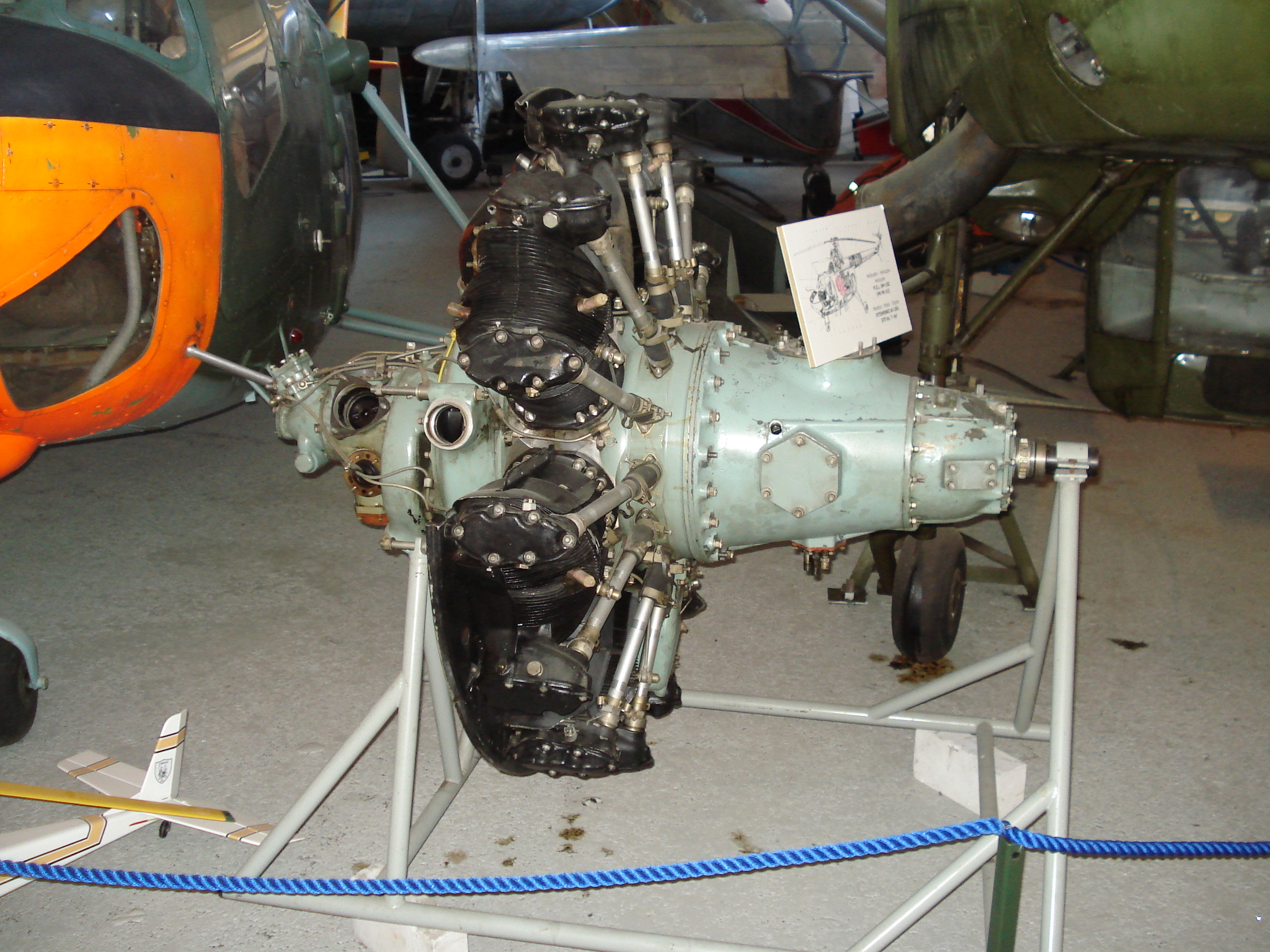
Silnik Lit-3 (licencyjny AI-26W)
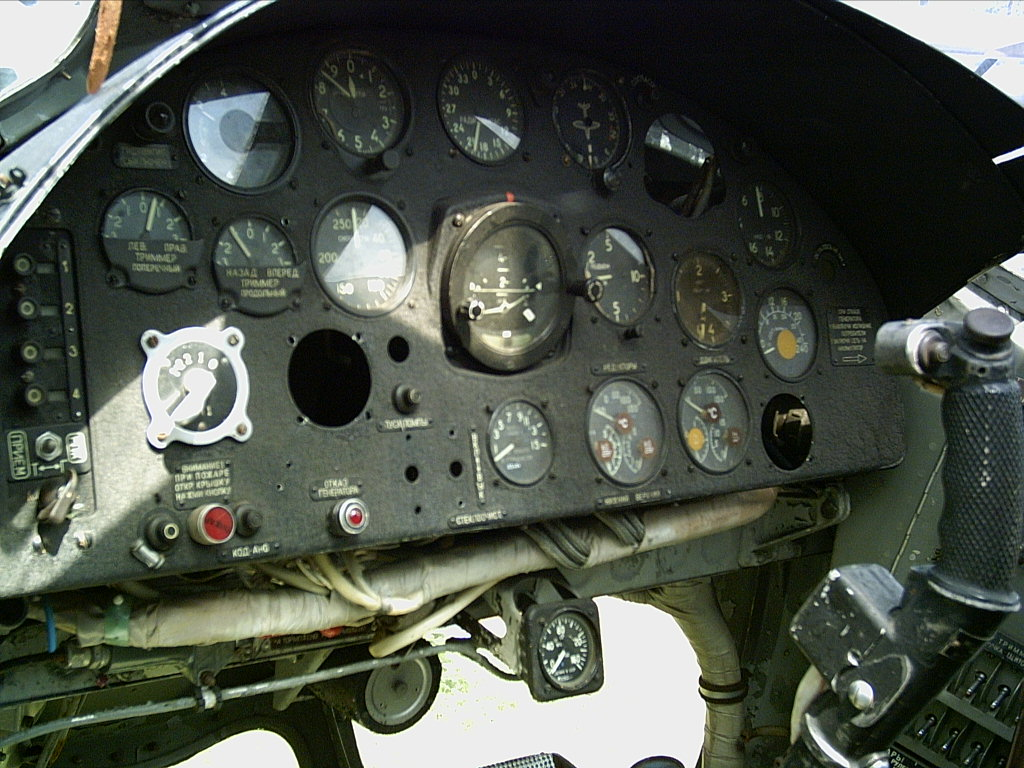
Kokpit Mi-1
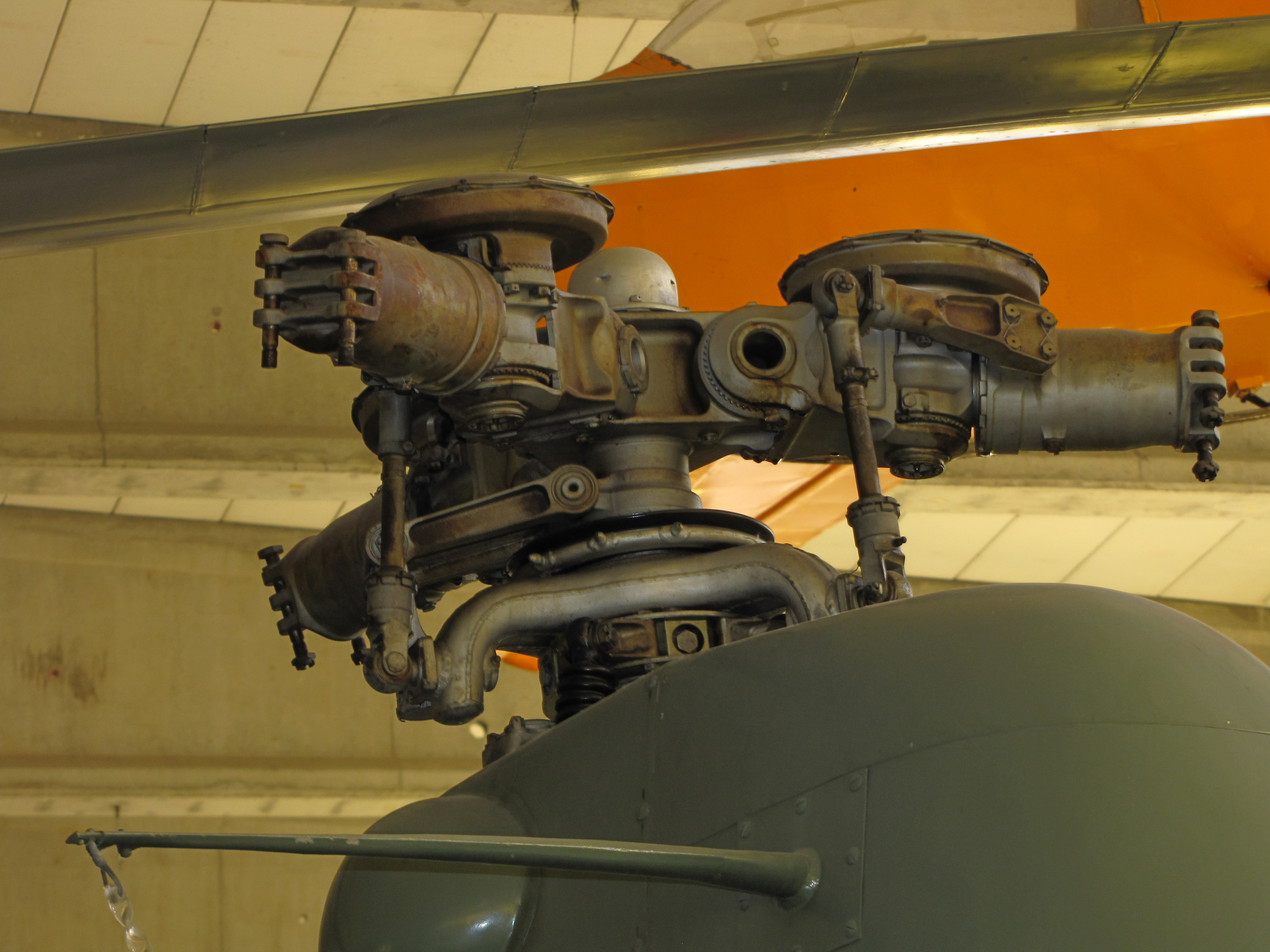
Głowica wirnika
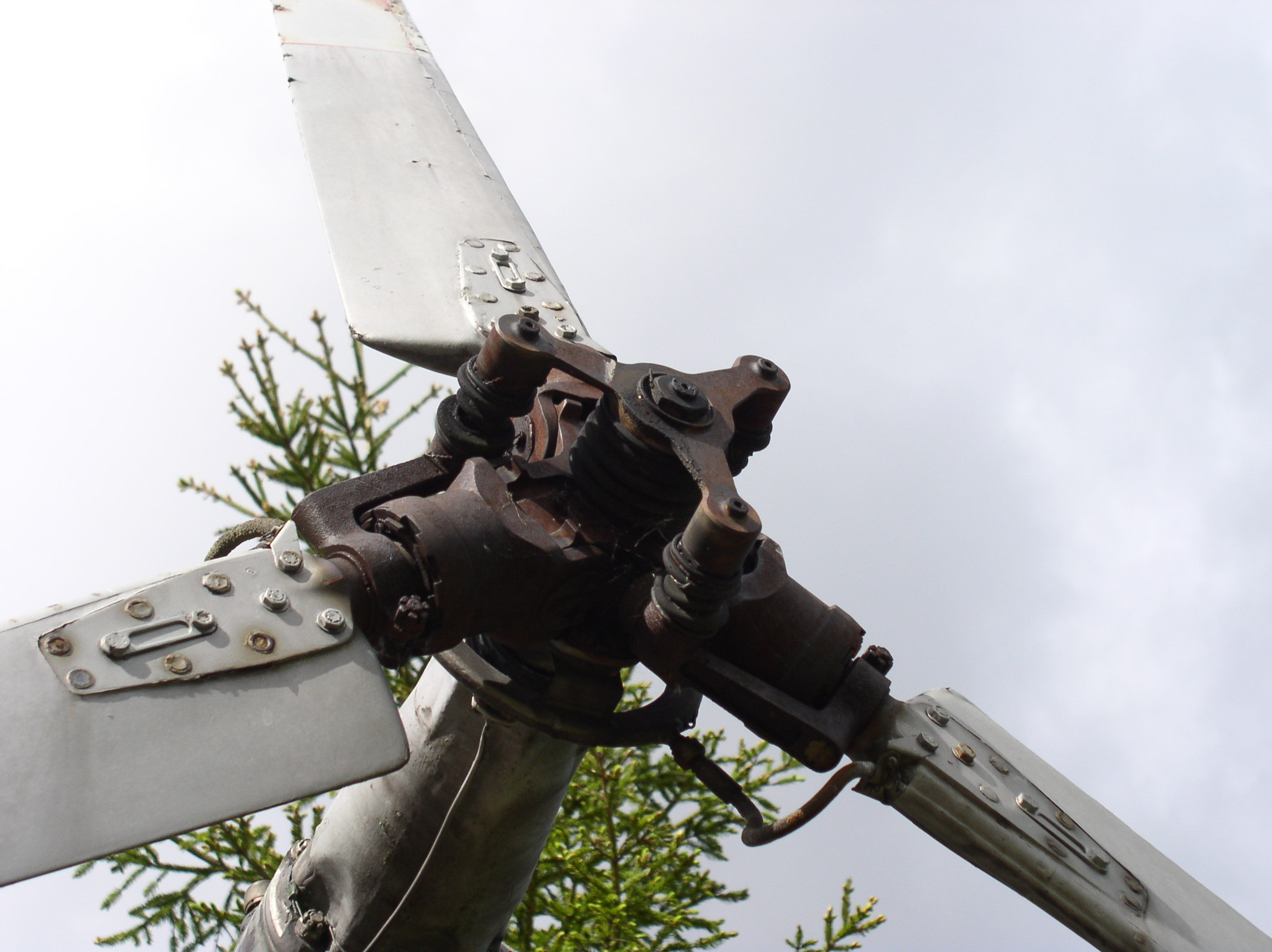
Śmigło ogonowe

## Wersje i modyfikacje

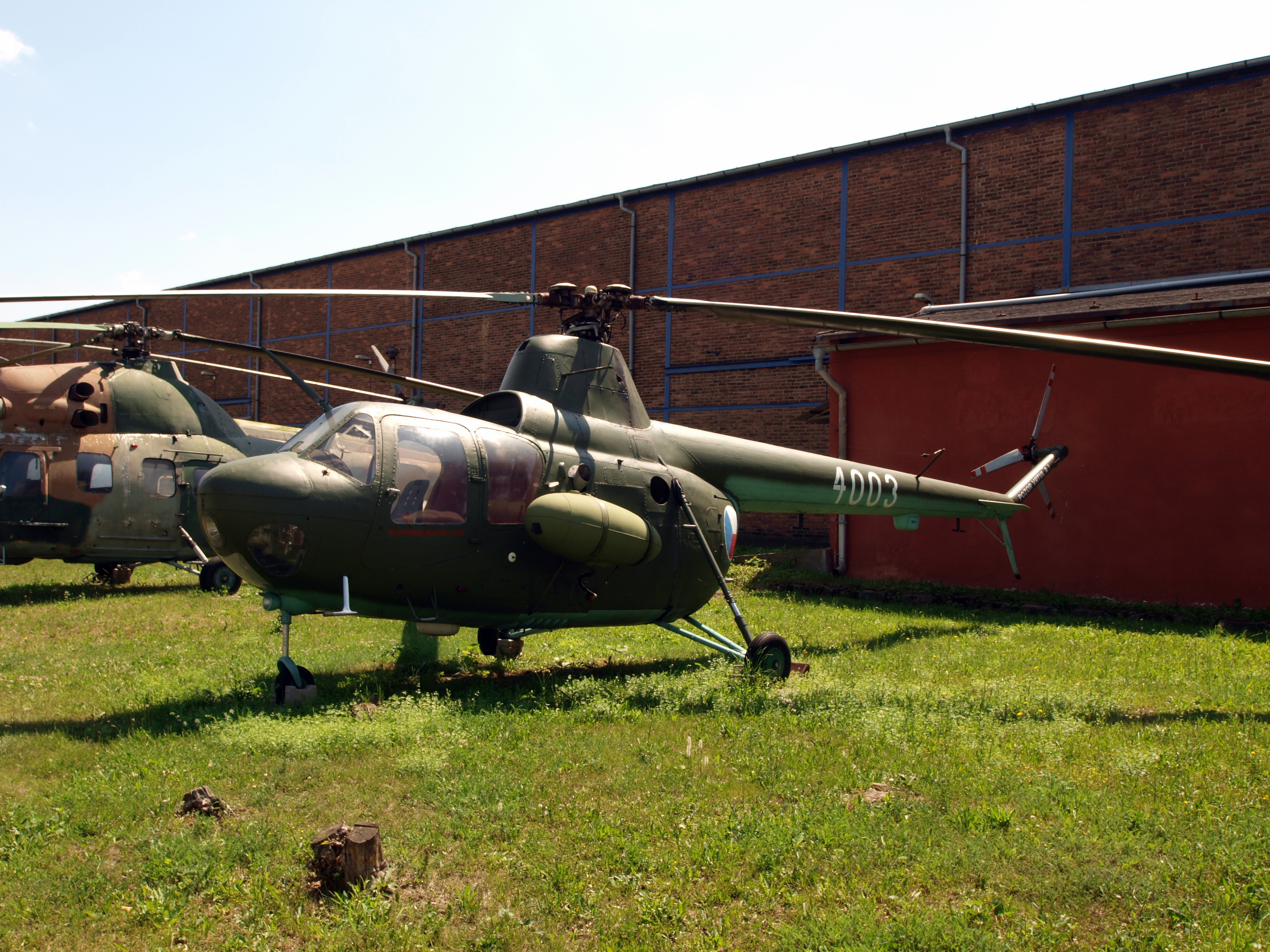
Czechosłowacki Mi-1M

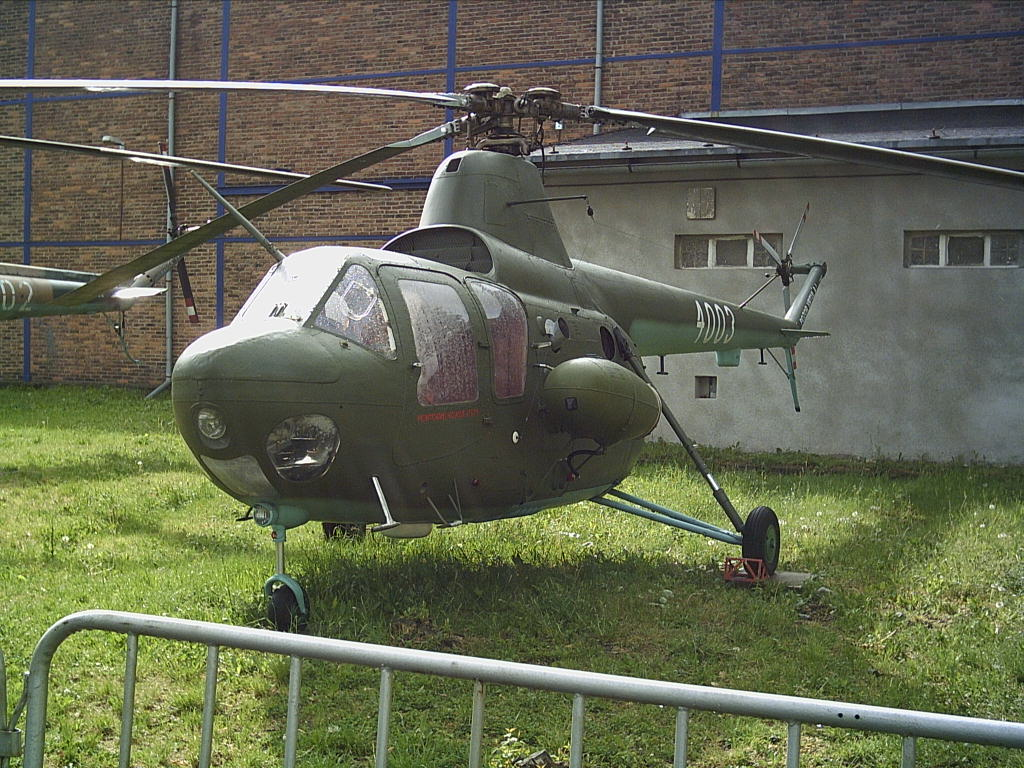
Mi-1 z zamontowanymi dodatkowymi zbiornikami paliwa

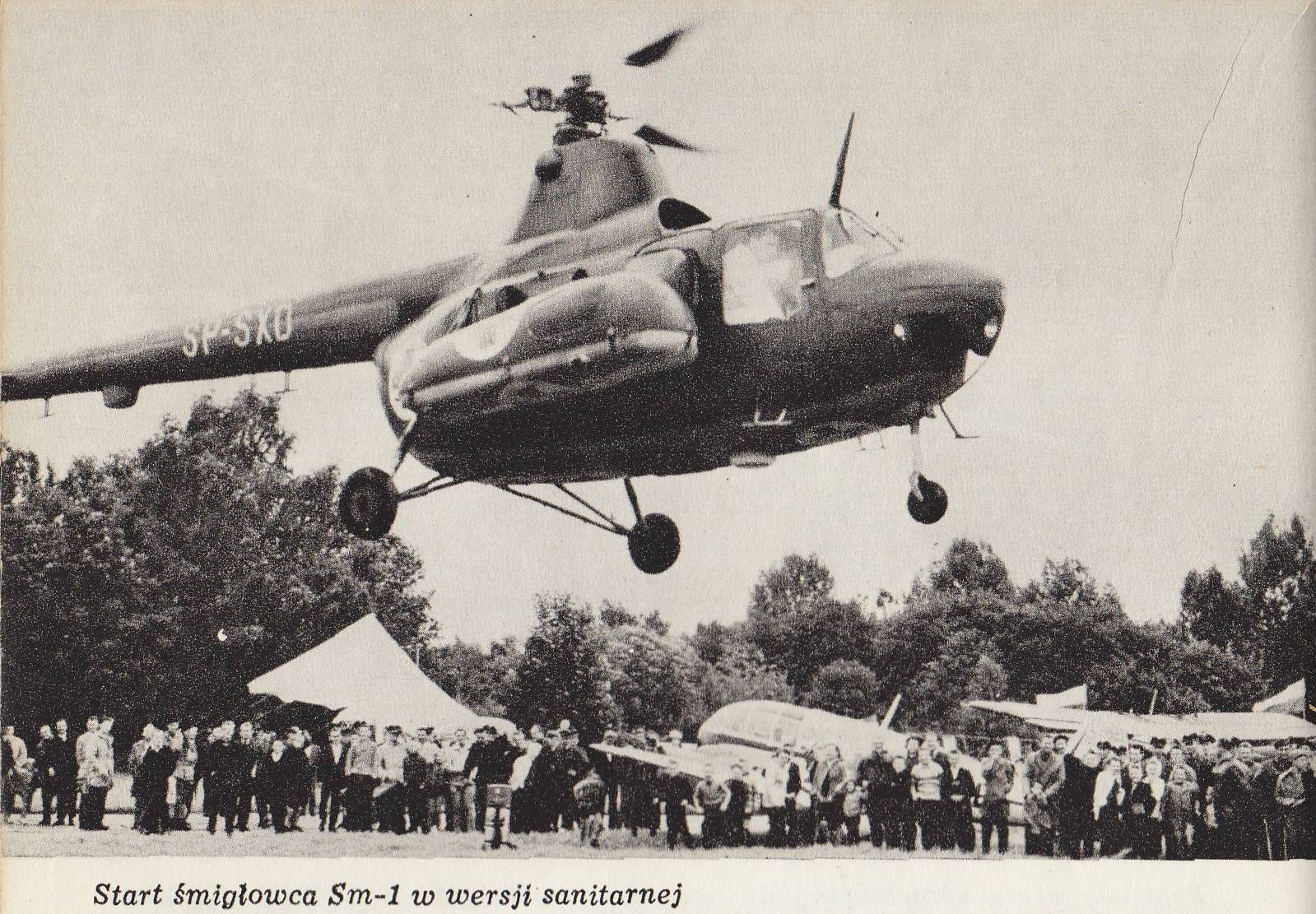
Śmigłowiec sanitarny SM-1S

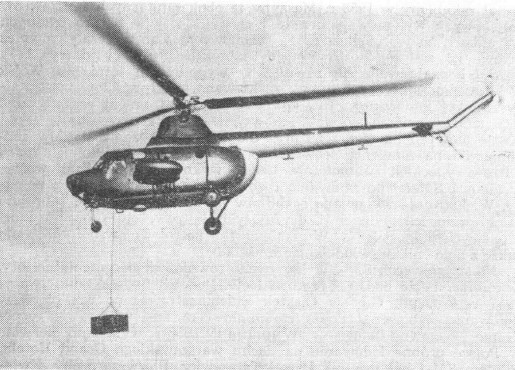
SM-1D

### Wersje opracowane w ZSRR
- Mi-1 (GM-1) – śmigłowiec podstawowy, zatwierdzony do produkcji w roku 1950[4].

- Mi-1U (GM-2) – śmigłowiec w wariancie szkolnym. Wyposażono go w podwójny układ sterowania. Opracowano go w roku 1950[4].
- Mi-1 modernizirowannyj – modernizacja śmigłowca Mi-1 opracowana w latach 1951–1952 polegająca na zastosowaniu mocniejszego silnika AI-26GRF o mocy 575 KM oraz wprowadzeniu zmian konstrukcyjnych, które zwiększyły resurs międzyremontowy. Ogólnie do tego wariantu w latach 1952–1953 w fabryce w Kazaniu przebudowano 30 śmigłowców[3].

- Mi-1T – śmigłowiec ze zmodernizowanymi łopatami o żywotności wynoszącej 300 godzin opracowany w roku 1953. Ponadto zamontowano doskonalszy silnik AI-26W o powiększonej mocy (575 KM), w tylnej części belki ogonowej dodano poziomy statecznik, zastosowano instalację przeciwoblodzeniową oraz powiększono drzwi do kabiny[4][3].

- Mi-1TA – dwumiejscowy śmigłowiec szkolny oparty na Mi-1A[3].

- Mi-1TKR – wariant przeznaczony do korygowania ognia artylerii. Oparty na śmigłowcu Mi-1T. Produkcję rozpoczęto w roku 1956[4].

- Mi-3 – sanitarny śmigłowiec doświadczalny opracowany w roku 1954 na bazie Mi-1. Posiadał on nieco powiększony w stosunku do Mi-1 kadłub oraz nowy czterołopatowy wirnik główny. Ostatecznie projekt zarzucono ze względu na brak mocy produkcyjnych dla nowego wirnika nośnego, a niektóre rozwiązania konstrukcyjne wykorzystano potem przy opracowaniu modernizacji Mi-1M[4][3].

- Mi-1A (początkowo Mi-1R) – zmodernizowana wersja opracowana w roku 1957. Zmiany polegały na zastosowaniu nowszych łopat o zwiększonym resursie do 600 godzin, wymianie trymerów na elektryczne, zamontowaniu nowszych przyrządów pokładowych oraz przystosowaniu śmigłowca do montażu na burcie kadłuba dodatkowego zbiornika paliwa[4][3].

- Mi-1AU – wariant szkolny oparty na śmigłowcu Mi-1A[3].
- Mi-1AKR – śmigłowiec korygowania ognia artylerii zbudowany na bazie Mi-1A[3].

- Mi-1M – wariant zmodernizowany opracowany w roku 1957. W porównaniu do Mi-1A posiadał większy kadłub o nieco zmienionym kształcie, co zwiększyło liczbę miejsc dla pasażerów z 2 do 3. Ponadto zastosowano hydrauliczne wspomaganie sterowania śmigłowcem oraz nowe, całkowicie metalowe łopaty wirnika głównego. Zastosowano także nowy, mocniejszy silnik AI-26WF o mocy 615 KM[13][14][3].

- Mi-1MU – śmigłowiec Mi-1M w wariancie szkolnym ze zdublowanymi sterownicami[14].
- Mi-1MRK – śmigłowiec korygowania ogniem artylerii zbudowany na bazie Mi-1M[3].

- Mi-1NCh (Mi-1MNCh) – wariant śmigłowca Mi-1M przeznaczony do zastosowań cywilnych, np. w rolnictwie (po zamontowaniu specjalnych zbiorników na środki chemiczne po obu stronach kadłuba), przewozu rannych (po instalacji gondoli po obu stronach kadłuba) lub przewozu poczty. Śmigłowce w tym wariancie weszły do produkcji w roku 1959[13][3].

- Mi-1MG – wersja śmigłowca Mi-1M wyposażona w pływaki i przystosowana do współpracy z flotą wielorybniczą. Maszynę tej wersji produkowano w roku 1958[2][14][13].

- Mi-1 Moskwicz – cywilna, pasażerska wersja śmigłowca Mi-1 wykorzystywana przez Aerofłot. Opracowana w roku 1961[5].

### Wersje opracowane w WSK Świdnik
W WSK Świdnik produkowano następujące wersje śmigłowca Mi-1:
- SM-1/300 – licencyjna wersja Mi-1T o żywotności łopat wynoszącej 300 godzin. Produkcję seryjną rozpoczęto w roku 1957.

- SM-1/600 – wersja o zwiększonym resursie łopat wirnika (600 godzin), opracowana na podstawie dokumentacji Mi-1A. Produkcję tej wersji rozpoczęto w roku 1958.

- SM-1W – wersja zmodernizowana oparta na dokumentacji śmigłowca Mi-1M. Maszyny posiadały powiększoną kabinę, nowe urządzenia radionawigacyjne oraz zmodernizowane łopaty wirnika głównego. Produkcję śmigłowców w tym wariancie rozpoczęto w roku 1960.

- SM-1Wb – wersja rozwojowa SM-1W. Śmigłowce posiadały nowe łopaty wirnika ze zwiększoną żywotnością do 800 godzin oraz hydrauliczne układy wspomagające sterowanie śmigłowcem. Produkcja maszyn w tym wariancie trwała w latach 1963–1975.

Wersje specjalistyczne oparte na śmigłowcu SM-1/600 lub SM-1W
- SM-1D – wariant dźwigowy z wysięgnikiem z dźwigiem obrotowym o nośności do 120 kg pozwalającym na podjęcie człowieka z ziemi na pokład śmigłowca.

- SM-1S (SM-1WS) – wariant sanitarny dostosowany do przewozu chorych – po obu stronach kadłuba umieszczone były gondole, w których umieszczano chorych w pozycji leżącej.

- SM-1Sz (SM-1WSz) – wariant szkolny wyposażony w podwójny układ sterownic.

- SM-1Z  (SM-1WZ) – wersja  agrolotniczą wyposażona w zbiorniki podwieszone po obu stronach kadłuba pozwalające na oprysk lub opylenie pól uprawnych.

### Modyfikacje

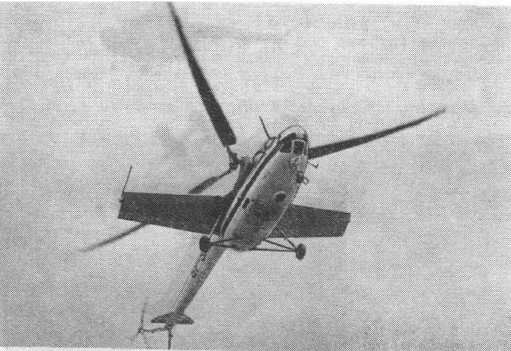
Uskrzydlony SM-1

#### Uskrzydlony SM-1
W roku 1971 na zlecenie WSK Świdnik w Instytucie Lotnictwa rozpoczęto badania wersji śmigłowca SM-1 z dodatkowymi skrzydłami. Badania miały na celu zweryfikować właściwości śmigłowca wyposażonego w takie skrzydła. W przyszłości planowano wykorzystanie skrzydeł jako wysięgników na dodatkowe wyposażenie, albo integralnych zbiorników paliwa.

#### Holowanie szybowca SM-1
W Polsce w 1958 r. przeprowadzono pierwszą w Polsce i na świecie, próbę holu
szybowca śmigłowcem podjętą przez polski Instytut Lotnictwa. Udane próby
przeprowadzili piloci Stanisław Wielgus i Ryszard Witkowski, holowanie śmigłowcem SM-1 szybowca SZD-8 Jaskółka. Holowanie odbywało się na linie 50m, lina do śmigłowca zaczepiona była do goleni przedniej i przechodziła przez połąk w środku ciężkości śmigłowca pomiędzy goleniami podwozia głównego. Pilot śmigłowca podczas holu musiał utrzymywać śmigłowiec nieco z boku aby zapobiec obcięciu liny przez śmigło ogonowe. Start zespołu holującego następował z minimalnym rozbiegiem szybowca do pięciu metrów i szybkim wznoszeniem.
Na VII Szybowcowych Mistrzostwach Świata w Lesznie w 1958 r. podczas uroczystości otwarcia zawodów pilot Jerzy Adamek zademonstrował start śmigłowca SM-1 i holowanego
szybowca, zawis śmigłowca wraz z szybowcem na linie holowniczej do pozycji pionowej następnie wyczepienie szybowca z tej pozycji i przejście do lotu poziomego.

#### PZL SM-2
Pod koniec lat 50. XX wieku inżynierowie z WSK Świdnik chcąc wykorzystać nadmiar mocy silników Lit-3 (polska licencyjna wersja silnika AI-26W) opracowali powiększoną wersję śmigłowca SM-1. Nowy śmigłowiec oznaczony jako SM-2 posiadał przekonstruowany, powiększony kadłub na wzór śmigłowca Westland Widgeon. Ogólnie wyprodukowano ok. 90 śmigłowców SM-2, a ich głównym użytkownikiem było ludowe Wojsko Polskie.

## Porównanie danych technicznych różnych wariantów
|                          | Mi-1                   | Mi-1T                 | Mi-1A                 | Mi-1M                  | SM-1                 |
| ------------------------ | ---------------------- | --------------------- | --------------------- | ---------------------- | -------------------- |
| Napęd                    | silnik tłokowy AI-26GR | silnik tłokowy AI-26W | silnik tłokowy AI-26W | silnik tłokowy AI-26WF | silnik tłokowy Lit-3 |
| Moc maksymalna           | 550 KM                 | 575 KM                | 575 KM                | 615 KM                 | 575 KM               |
| Prędkość maksymalna      | 185 km/h               | 175 km/h              | 175 km/h              | 190 km/h               | 185 km/h             |
| Masa własna              | 1700 kg                | 1786 kg               | 1798 kg               | 1911 kg                | 1785 kg              |
| Maksymalna masa startowa | 2330 kg                | 2400 kg               | 2400 kg               | 2620 kg                | 2300 kg              |
| Zasięg                   | 430 km                 | 380 km                | 370 km                | 360–450 km             | 380 km               |

Źródła:.

## Użytkownicy
Głównymi użytkownikami Mi-1 i SM-1 były państwa bloku wschodniego. Głównym odbiorcą był ZSRR (zarówno wojsko, jak i służby cywilne). Innymi państwami socjalistycznymi były Polska, Czechosłowacja, Kuba, Albania, Węgry, NRD i Bułgarii. Poza tym kilkadziesiąt śmigłowców Mi-1 i SM-1 eksportowano m.in. do krajów bliskiego wschodu: Iraku, Syrii i Jemenu, a także do Finlandii, Indonezji i Afganistanu.
W latach 60. XX wieku rozpoczęto zastępowanie maszyn z silnikami tłokowymi, nowszymi śmigłowcami wyposażonymi w silniki turbinowe (np. Mi-2). Maszyny Mi-1 zostały ostatecznie wyparte w latach 80. XX wieku.

## Mi-1/SM-1 w muzeach

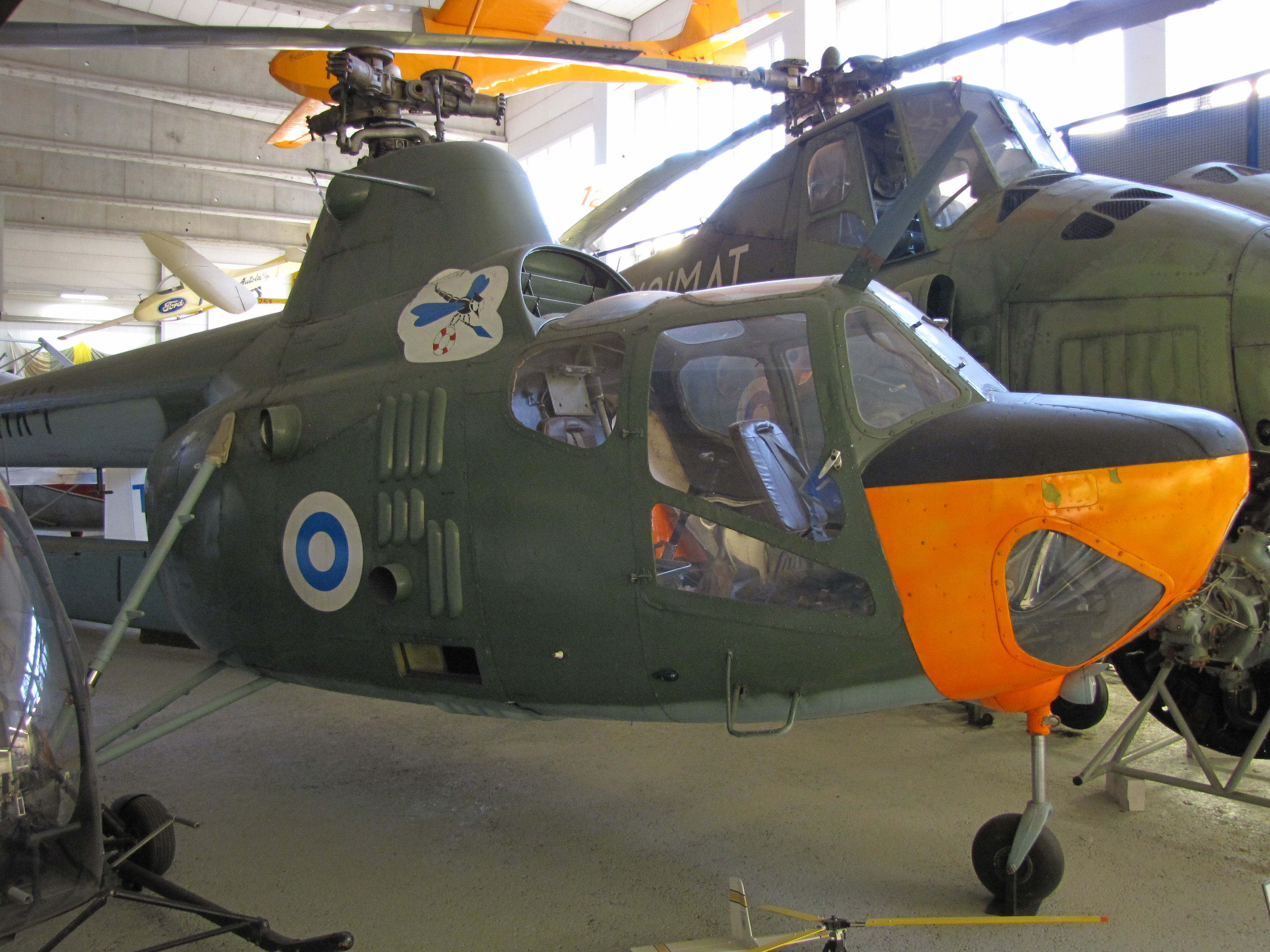
SM-1Sz w Finnish Aviation Museum

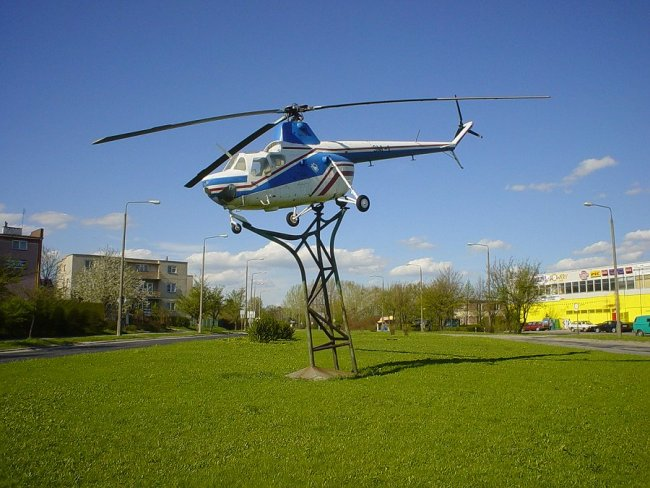
Pomnik SM-1 w Świdniku

W Polsce śmigłowce SM-1 są eksponowane m.in. w następujących muzeach:
- Muzeum Lotnicze Fundacji „Polskie Orły”, Góraszka[23]
- Lubuskie Muzeum Wojskowe w Drzonowie – SM-1, nr boczny 1105[24]
- Muzeum Marynarki Wojennej w Gdyni – SM-1 nr taktyczny 4017, nr seryjny S402017[24]
- Muzeum Lotnictwa Polskiego w Krakowie[24]:
  - SM-1, nr taktyczny 23, nr seryjny S115007
  - SM-1 należący Instytutu Lotnictwa – nr rejestracyjny SP-SAD, nr seryjny 202016[4]
- Muzeum Uzbrojenia w Poznaniu, SM-1 nr taktyczny 2018, nr seryjny S402018
- Muzeum im. Orła Białego w Skarżysku-Kamiennej, SM-1 nr taktyczny 6003, nr seryjny S116003[24]
- Muzeum Sił Powietrznych w Dęblinie – SM-1, nr taktyczny 1540, nr seryjny S115005[24].
- Fort Marian w Malechowie - SM-1, nr taktyczny ?, nr seryjny ?

Muzea zagraniczne
- Finnish Aviation Museum (Finlandia) – SM-1Sz[25]
- Muzeum Lotnictwa Kbely (Czechy) – Mi-1M[26]
- Muzeum Agusta w Cascina Costa (Włochy) – SM-1[27].

## SM-1 jako symbol Świdnika
W roku 1979 z okazji 25 lecia nadania Miastu Świdnik praw miejskich przy ulicy Przodowników Pracy (obecna ul. Lotników Polskich, przy rondzie im. Świdnickiego Lipca) na metalowym stelażu ustawiono SM-1. Pomnik w postaci pierwszego śmigłowca produkowanego w zakładach lotniczych w Świdniku z biegiem lat stał się wizytówką i punktem charakterystycznym miasta. W lutym 2021 roku został usunięty ze stelaża. Powrócił po renowacji w lipcu tego samego roku.